# GMT (ソフトウェア)
GMT (The Generic Mapping Tools) は、Paul WesselとWalter H. F. Smithによって開発されている、地図を描くためのオープンソースのコンピュータ・ソフトウェアツールのコレクションである。ラスタライゼーション、フィルタリング、その他の画像処理操作、そして多様な種類の図法を含む、xyとxyzのデータセットを処理し、表示する。当ソフトウェアは、2次元のグリッドをCOARDS準拠のnetCDFファイルとして保存し、海岸線、河川、政治上の国境、地理的目標の座標などの、フリーのGISデータの包括的なコレクションが付属する。さらに、他のソースから衛星画像や数値標高モデルなどのデータを変換し、取り込むこともできる。GMTは、データ処理結果の地図や図をPostScript (PS) またはEncapsulated PostScript (EPS) の形式で保存する。
GUIは用意されておらず、コマンドラインあるいはシェルスクリプトを組んで利用する。ただし、GMT用のGUIソフトウェアやウェブアプリケーションがサードパーティーにより開発されており、それぞれ利用可能である。
地図の縮尺、解像度、図法、色などを容易に変更することができる。解像度を高めると相当精密な地図を描くことができることもあり、全世界からごく局所的な範囲まで様々な地図描画の手段に利用されている。また、シェルの書き方次第で、地図に限らず、グラフ、図形その他、様々な図を作成することもできる。
Paul WesselとWalter H. F. Smithは、1988年7月にラモント・ドハティ地球観測所でGMTを作成し、1991年10月8日にGNU General Public Licenseの下に正式にリリースした。GMTの3文字は元々、重力 (Gravity) 、磁性 (Magnetism) 、トポグラフィー (Topography) の、基本的な地理的データ3種を意味した。その地理的データセットの視覚化のための強力なサポートに加えて、当ソフトウェアには、多次元のデータセットを処理し、操作するためのツールが含まれている。GMTの利用者の大部分は地球科学者である。

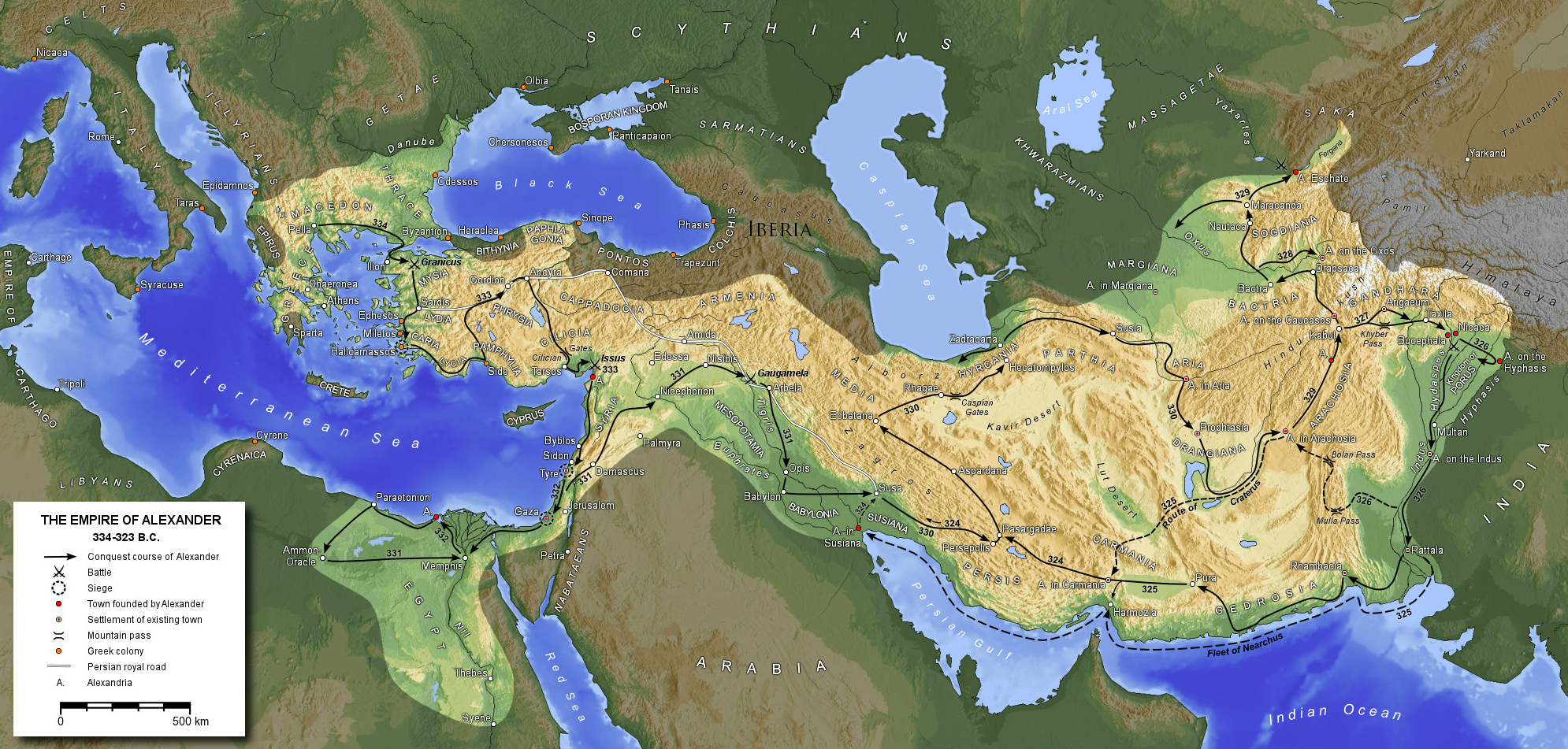
GMTにより描かれた、アレクサンドロス3世時代のマケドニア王国